# Tsushima (isola)
Tsushima (対馬?) è un complesso di isole dell'arcipelago giapponese situato nel centro dello Stretto di Corea ed appartenente alla Prefettura di Nagasaki.
È composto da due isole principali (Kamijima a nord e Shimojima a sud) e da un centinaio di minori. Ha una superficie di circa 700 km² ed una popolazione di 41 000 abitanti.
Nell'omonimo stretto ebbe luogo la Battaglia di Tsushima tra l'impero russo e nipponico.

## Clima
| Tsushima (1991-2020) Fonte: JMA                      | Mesi        | Mesi        | Mesi        | Mesi        | Mesi        | Mesi        | Mesi        | Mesi        | Mesi        | Mesi        | Mesi        | Mesi        | Stagioni | Stagioni | Stagioni | Stagioni | Anno    |
| Tsushima (1991-2020) Fonte: JMA                      | Gen         | Feb         | Mar         | Apr         | Mag         | Giu         | Lug         | Ago         | Set         | Ott         | Nov         | Dic         | Inv      | Pri      | Est      | Aut      | Anno    |
| ---------------------------------------------------- | ----------- | ----------- | ----------- | ----------- | ----------- | ----------- | ----------- | ----------- | ----------- | ----------- | ----------- | ----------- | -------- | -------- | -------- | -------- | ------- |
| T. max. media (°C)                                   | 9,2         | 10,5        | 13,6        | 18,1        | 22,2        | 24,7        | 28,3        | 30,0        | 26,5        | 22,3        | 17,1        | 11,6        | 10,4     | 18,0     | 27,7     | 22,0     | 19,5    |
| T. media (°C)                                        | 6,0         | 6,9         | 10,0        | 14,2        | 18,2        | 21,3        | 25,4        | 26,8        | 23,4        | 18,7        | 13,3        | 8,0         | 7,0      | 14,1     | 24,5     | 18,5     | 16,0    |
| T. min. media (°C)                                   | 2,5         | 3,2         | 6,3         | 10,3        | 14,4        | 18,5        | 23,1        | 24,2        | 20,6        | 15,3        | 9,6         | 4,9         | 3,5      | 10,3     | 21,9     | 15,2     | 12,7    |
| T. max. assoluta (°C)                                | 19,8 (1946) | 21,3 (2021) | 24,4 (1902) | 27,8 (1983) | 32,0 (1979) | 32,9 (1958) | 36,9 (2018) | 36,8 (2016) | 34,6 (1903) | 30,2 (2016) | 26,9 (1979) | 22,3 (1954) | 22,3     | 32,0     | 36,9     | 34,6     | 36,9    |
| T. min. assoluta (°C)                                | −7,7 (1915) | −8,6 (1895) | −5,2 (1977) | −1,3 (1972) | 4,8 (1894)  | 6,2 (1893)  | 12,2 (1966) | 13,6 (1913) | 8,8 (1905)  | 0,7 (1889)  | −2,7 (1889) | −6,4 (1892) | −8,6     | −5,2     | 6,2      | −2,7     | −8,6    |
| Giorni di calura (Tmax ≥ 30 °C)                      | 0,0         | 0,0         | 0,0         | 0,0         | 0,1         | 0,7         | 10,9        | 16,7        | 2,7         | 0,0         | 0,0         | 0,0         | 0,0      | 0,1      | 28,3     | 2,7      | 31,1    |
| Giorni di gelo (Tmin ≤ 0 °C)                         | 6,9         | 5,0         | 0,6         | 0,0         | 0,0         | 0,0         | 0,0         | 0,0         | 0,0         | 0,0         | 0,0         | 2,8         | 14,7     | 0,6      | 0,0      | 0,0      | 15,3    |
| Giorni di ghiaccio (Tmax ≤ 0 °C)                     | 0,1         | 0,1         | 0,0         | 0,0         | 0,0         | 0,0         | 0,0         | 0,0         | 0,0         | 0,0         | 0,0         | 0,0         | 0,2      | 0,0      | 0,0      | 0,0      | 0,2     |
| Nuvolosità (okta al giorno)                          | 5,8         | 5,6         | 6,4         | 6,1         | 6,5         | 7,9         | 7,9         | 7,4         | 7,2         | 5,6         | 5,4         | 5,1         | 5,5      | 6,3      | 7,7      | 6,1      | 6,4     |
| Precipitazioni (mm)                                  | 80,1        | 94,7        | 172,3       | 218,4       | 241,2       | 294,4       | 370,5       | 326,4       | 235,5       | 120,8       | 100,6       | 68,0        | 242,8    | 631,9    | 991,3    | 456,9    | 2 322,9 |
| Giorni di pioggia                                    | 6,4         | 6,8         | 9,0         | 9,0         | 8,2         | 10,8        | 11,6        | 10,5        | 9,0         | 5,6         | 6,6         | 6,3         | 19,5     | 26,2     | 32,9     | 21,2     | 99,8    |
| Nevicate (cm)                                        | 0,0         | 0,0         | 0,0         | 0,0         | 0,0         | 0,0         | 0,0         | 0,0         | 0,0         | 0,0         | 0,0         | 0,0         | 0,0      | 0,0      | 0,0      | 0,0      | 0,0     |
| Giorni di neve                                       | 0,0         | 0,0         | 0,1         | 0,0         | 0,0         | 0,0         | 0,0         | 0,0         | 0,0         | 0,0         | 0,0         | 0,0         | 0,0      | 0,1      | 0,0      | 0,0      | 0,1     |
| Giorni di nebbia                                     | 0,0         | 0,1         | 0,0         | 0,0         | 0,6         | 0,0         | 0,4         | 0,2         | 0,2         | 0,0         | 0,0         | 0,0         | 0,1      | 0,6      | 0,6      | 0,2      | 1,5     |
| Umidità relativa media (%)                           | 61          | 62          | 65          | 68          | 72          | 82          | 83          | 81          | 78          | 70          | 68          | 63          | 62       | 68,3     | 82       | 72       | 71,1    |
| Radiazione solare globale media (centesimi di MJ/m²) | 8,4         | 11,3        | 13,1        | 16,7        | 18,1        | 15,6        | 14,7        | 15,4        | 13,1        | 12,4        | 9,4         | 8,4         | 28,1     | 47,9     | 45,7     | 34,9     | 156,6   |
| Ore di soleggiamento mensili                         | 147,6       | 143,5       | 161,5       | 183,1       | 199,2       | 136,3       | 136,1       | 160,4       | 131,1       | 161,1       | 149,0       | 153,9       | 445,0    | 543,8    | 432,8    | 441,2    | 1 862,8 |
| Pressione a 0 metri s.l.m. (hPa)                     | 1 021,6     | 1 020,6     | 1 018,0     | 1 014,6     | 1 011,2     | 1 007,7     | 1 007,3     | 1 008,2     | 1 012,0     | 1 017,2     | 1 020,5     | 1 022,2     | 1 021,5  | 1 014,6  | 1 007,7  | 1 016,6  | 1 015,1 |
| Tensione di vapore (hPa)                             | 5,9         | 6,5         | 8,2         | 11,1        | 15,0        | 20,7        | 27,0        | 28,4        | 22,4        | 15,3        | 10,7        | 7,1         | 6,5      | 11,4     | 25,4     | 16,1     | 14,9    |
| Vento (direzione-m/s)                                | NNW 3,3     | NNW 3,2     | NNW 3,3     | NNW 3,3     | NNW 2,9     | NNW 2,6     | NNW 3,2     | NNW 2,9     | NNW 2,8     | NNW 2,8     | NNW 2,8     | NNW 3,1     | 3,2      | 3,2      | 2,9      | 2,8      | 3,0     |

## Nella cultura di massa
Le isole fanno da ambientazione al videogioco Ghost of Tsushima, che narra le vicende romanzate di uno dei pochi samurai sopravvissuti alla prima (1274) delle due invasioni mongole del Giappone.
Allo stesso modo, vi è ambientato il manga Angolmois: genkō kassen-ki, che vede Kuchii Jinzaburō, un samurai errante esiliato a Tsushima dallo shogunato Kamakura, opporsi all'invasione mongola.